# شهرستان براون (نبراسکا)
شهرستان براون، نبراسکا (به انگلیسی: Brown County, Nebraska) یک سکونتگاه مسکونی در ایالات متحده آمریکا است که در نبراسکا واقع شده‌است.

## خصوصیات
شهرستان براون ۳٬۱۷۲٫۷۵ کیلومترمربع مساحت دارد.